# 岩崎諒太
岩崎諒太（日语：／ Iwasaki Ryōta，1986年7月1日—），日本男性配音員。出身於大阪府。Atomic Monkey所屬。劇團HEROHERO-Q公司所屬。身高173cm。B型血。

## 來歷
岩崎諒太是三兄弟中的長男，有兩個弟弟。老二以稱呼，老么則以稱呼。出生時，本來是臍帶纏繞在脖子上，但在分娩的時候是順產誕生的。被關智一說”。
他很喜歡動畫，從小就看動畫。
小學5年級時聽了《林原惠的心路小站》後，對配音產生了興趣。
2005年自農業高校畢業後，2007年從代代木動畫學院大阪校畢業後移居東京。岩崎的父母鼓勵他去同一所動畫學校，說「你可以做你想做的事，但錢你必須自己付」他才得以存錢繳學費。雖然他曾就讀於日本播音演技研究所，但一年後退學。離開之後，他兼職做電話預約的工作為生。
之後進入Atomic Monkey聲優、演技研究所，作為第5期生畢業。訓練學校期間，他接受了長澤美樹的指導，並為方言障礙所困擾。
2011年，受到長澤美樹的邀請，加入了他所崇拜、由關智一經營的「劇團HEROHERO-Q公司」。當時該劇團負債累累，一時之間休團，後來關智一打電話給他，並以《無限住人》重返舞台。
2019年起飾演《催眠麥克風 -Division Rap Battle-》的白膠木簓一角，並首次挑戰饒舌。
2020年，憑藉第一次獲得主演。
同年9月起，與同樣隸屬於Atomic Monkey的三浦勝之、高橋信 、田中文哉等「Atmon」第7代的成員，4人一起組成「Atomic7」開始在TwitCasting發佈。
2021年，於每日更新的網路電視劇中，演唱主題曲「NIJI ～Over the rainbow～」，並在各網站上發佈。

## 人物
暱稱（來自Rock Hunting Delivery）、（來自）。在劇團裡，他被稱為「大猩猩」、等。
他以天生響亮的嗓音而著稱，曾在綜藝節目《催眠麥克風 -Division Rap Battle-》的聲音分貝測量中創下了199分貝的記錄。在廣播主要用關西方言說話。
興趣、特長：卡拉OK、模仿。《拜託了！排行榜》的項目中，在鯱先生的指導下，3天內學會了10個新的模仿。擅長插畫，因此其所屬劇團周邊商品「HERO-Q罐徽章」的原畫均由他負責。
喜歡的食物：雞肉、鮭科、爆米花、薄荷巧克力。討厭的食物：牡蠣、納豆，本人稱不喜歡粘稠的食物。燒肉鹽派。喜歡的飲料是可樂，喜歡的顏色是黑色，喜歡的季節是夏天。提到名字，他喜歡的音樂家是SOUL'd OUT和西川貴教，喜歡的藝人是松本人志和中山筋肉君。
熟悉家電製品和器具，尤其喜歡蘋果產品。
遊戲運氣非常好，在許多網路節目中玩剪刀石頭布幾乎沒有輸過。
從小就是鋼彈和特攝的忠實粉絲，並表示本身夢想有一天成為鋼彈。喜歡的動畫是《機械女神》，喜歡的漫畫是《刃牙》、《JoJo的奇妙冒險》、《靈異教師神眉》。
2023年M-1大賽亞軍二人組Yaren's的楢原真樹，在國中同學岩崎的推薦下開始收聽《林原惠的心路小站》。
中學一年級曾經加入籃球社，但是第一年傷到了腰。檢查時，醫生告訴他「脊柱骶骨缺失」，因此於當年冬天退出該社團。
喜歡動物，從小夢想當一名寵物店店員。特別喜歡貓及企鵝、長尾林鴞等鳥類。
在第一冠節目《岩崎諒太的身體做點什麼》中，他嘗試了高空彈跳，連續跳了8次。此外，在節目的官方Twitter上，他還發布了一段穿著拖鞋跳繩的影片。

## 演出
粗體字表示主要角色。

### 電視動畫
2012年
- 來自新世界（化鼠）
- 刀劍神域（風精靈部隊、龍部隊、應援部隊）

2017年
- 我的英雄學院（2017年—2024年，學生、經紀人、印斯茅斯的部下、醫師、夜嵐稻佐[20] 等）4系列[系列 1]
- 精靈寶可夢 太陽&月亮（2017年—2019年，電擊先生、魚板、莫恩的索羅亞克 等）
- Princess Principal（武士）
- 將國戡亂記（親兵C）
- 企鵝家族 in the city（日语：ピングー in ザ・シティ）（2017年—2019年，Pingu）2系列[系列 2]

2018年
- 新幹線變形機器人 辛卡利昂（2018年—2021年，鐵路怪、操作員、作業員、濱松駿河、武士 等）2系列[系列 3]
- Classica Loid（店員B）
- 牙狼〈GARO〉 -VANISHING LINE-（日语：牙狼-GARO- -VANISHING LINE-）（男性C）
- 愛吃拉麵的小泉同學（店員B）
- 銀河英雄傳說 Die Neue These 邂逅（操作員、騎士團、隊員、同盟軍通信士、帝國軍通信士 等）
- 蠟筆小新（2018年—2022年，工作人員、Rapper A）
- 溫泉屋小女將（觀眾、電視記者、媒體人員）
- 庫洛魔法使 透明牌篇（司機）
- 雷頓的神秘之旅 ～卡翠愛兒與大富翁的陰謀～（薩米[21]）
- 進擊的巨人（2018年—2019年，士兵、住民、調查兵、新兵、同士C）2系列[系列 4]
- 卡片鬥爭!! 先導者 (2018年版)（對戰對手B）
- 輕羽飛揚（細井駿）
- 傀儡馬戲團（2018年—2019年，仲町紀之[22]、馬戲團的男人、彼得、糖果人、長腳小丑號 等）

2019年
- 路人超能100 II（大月）
- 文豪Stray Dogs（2019年—2023年，羊少年、軍警B、警官C）3系列[系列 5]
- RobiHachi（宇宙人）
- 高校星歌劇（學生）
- 流汗吧！健身少女（健身房會員）
- 波吉!! 發明 閃亮模力小天才（袋子人）
- 小怪獸成長日記 蹣跚學步（日语：かいじゅうステップ）（2019年—2021年，克萊隆[23]）2系列[系列 6]
- 花牌情緣3（2019年—2020年，菅野老師、觀眾、運營、西日本預賽工作人員、工作人員 等）
- Fate/Grand Order -絕對魔獸戰線巴比倫尼亞-（迦魯拉靈）
- 哆啦A夢 (水田山葵版)（2019年—2024年，火槍手A、Major Red、遇難者、郵局職員、實況播報員）
- 寶可夢 旅途（2019年—2022年，彩豆的摔角鹰人、莫恩的索羅亞克 等）
- 高分少女II（山田）
- 碧藍幻想 The Animation Season 2（傳令兵）

2020年
- 名偵探柯南（2020年—2024年，鑑識人員、犯人男性）
- 科學超電磁砲T（網目、店員、司機）
- 籃球少年王（3年6班學生、籃球社員、男性教師、大榮社員）
- 胖腹動物的生活（2020年—2021年，袋鼠氏[24]、海豹君、牧羊人駕駛、哈托）
- 白貓Project ZERO CHRONICLE（黑士兵、白騎士B）
- 夢夢貓（吐槽太郎）
- 王之逆襲 意志的繼承者（日语：キングスレイド）（2020年—2021年，黑暗邊緣男1）
- ETERNITY ～深夜的濡戀頻道♡～（日语：エタニティ 〜深夜の濡恋ちゃんねる♡〜）（三嶋紫峰[25]、田中宗介[25]）[注 3]
- 大貴族（田代裕介[26]）
- A3！（學生）
- 更多！怪傑佐羅力（2020年—2021年，拉塔、狼男）2系列[系列 7]
- 成神之日（祭典客）

2021年
- 工作細胞!!（一般細胞3）
- I★CHU偶像進行曲（觀眾A）
- 奇怪的判斷蘇那和馬努（日语：おかしなさばくのスナとマヌ）（馬努[27]）
- SSSS.DYNAZENON（男性旁白、教師β、男性社員）[注 4]
- 雪雪雪 雪糕君（2021年—2022年，芒芒瀨[28][29]）2系列[系列 8]
- 通靈王 (2021年版)（年輕人）
- 轉生成蜘蛛又怎樣！（約翰·蓋倫）
- 卡片鬥爭!! 先導者 overDress（2021年—2023年，觀眾、乘客）2系列[系列 9]
- 百萬噸級武藏（2021年—2023年，東山修一郎、九州成人、看守、外山大吾）2系列[系列 10]

2022年
- 永遠的831（坂田兄弟〈弟〉[30]）
- 薔薇王的葬列（沃里克兵）
- 越後幕府（上越、小田信長）[31]
- WASIMO（日语：WASIMO）（白毛怪）
- 足球風雲 Goal to the Future（安德雷亞）
- 射擊覺醒！激鬥瓶蓋人DX（2022年—2023年，斬聖人、瓶蓋戰鬥者2、觀眾）
- 遊☆戲☆王GO RUSH（2022年—2025年，THE☆模型田穆本貝）
- 軟軟噗尼寵物小精靈（日语：ぷにるんず）（2022年—2025年）3系列[系列 11]

2023年
- 福星小子 (2022年版)（力怎頭[32]）
- 機動戰士鋼彈 水星的魔女（艾伯尼·波亞斯）
- 堀與宮村 -piece-（男學生A）
- 勇者赫魯庫（庫希奇）
- 無職轉生II ～到了異世界就拿出真本事～（冒險者B）
- 烈焰先鋒 救國的橘衣消防員（渡[33]）
- 柚木家的四兄弟（柚木隼[34]）
- 『催眠麥克風 -Division Rap Battle-』Rhyme Anima +（白膠木簓）
- MF GHOST（傑克遜Second、男A）

2024年
- 小酒館Basue（森田[35]）
- 貼滿！小狗（日语：貼りまわれ!こいぬ）（戈爾德格松村、Gt.HITAMUKI〈犬祖〉、園童、依賴犬）2系列[系列 12]
- 為了在異世界也能撫摸毛茸茸而努力。（優加）
- 殺手寓言（黑鹽遼[36]）
- 鬼滅之刃 柱訓練篇
- 妖怪學校的菜鳥老師！（2024年—2025年，秦中飯綱[37]）
- 青之壬生浪（原田左之助[38]）
- 青之驅魔師 雪之盡頭篇（男性顧客）

2025年
- 黑岩目高不把我的可愛放在眼裡（黑岩目高[39]、山羊）
- 靈異教師神眉 (2025年版)（木村克也[40]）
- GACHIAKUTA（少年）
- 矢野同學的普通日常（田中[41]）
- 青之壬生浪 芹澤暗殺篇（原田左之助[42]）

### 電影動畫
- 劇場版 超時空要塞Δ：激情的女武神（日语：劇場版マクロスΔ）（2018年）
- 道別的早晨就用約定之花點綴吧（2018年，海克）
- 我的英雄學院：兩個人的英雄（2018年）
- 劇場版 精靈寶可夢：超夢的逆襲 EVOLUTION（2019年，噴火龍2）
- 劇場版 新幹線變形機器人 辛卡利昂：來自未來的神速ALFA-X（2019年，研究員）
- 劇場版 七大罪：被光詛咒的人們（2021年）
- GUARDYGIRLS（日语：ガディガルズ）（2022年）[43]
- THE FIRST SLAM DUNK（2022年，木暮公延[44]）
- 劇場版 怪傑佐羅力：啦啦啦♪明星誕生（2022年，狼男）
- BLOODY ESCAPE -地獄的逃走劇-（2024年，不滅騎士團員）

### OVA
- 銀河英雄傳說 Die Neue These 星亂（2019年，法伊菲爾）
- 蒼穹之戰神 THE BEYOND（2019年—2021年，菲拉斯·安南[45]、楊·安東內斯庫、漁協人員）

### 網路動畫
- ZENONZARD THE ANIMATION（日语：ゼノンザード）（2019年，學生A）
- 射擊覺醒！激鬥瓶蓋人（2020年—2021年，峰崎半太[46]）
- 火爆猴觀察日記（日语：POKÉTOON#2024年版第2弾『怒りのオコリザル観察日記』）（2024年，實況）

### 遊戲
2013年
- 月英学園 -kou-（日语：月英学園 -kou-）

2017年
- Dragon Heart
- Ragnarok Walhalla Saga（尼德霍格）

2018年
- 名偵探皮卡丘
- 亞人美男（日语：でみめん）（索菲羅）

2019年
- 寶可夢大師（西子伊[47]）
- 魔法使的約定[48]
- 言靈戰士（日语：共闘ことばRPG コトダマン）（ 等）

2020年
- 我的英雄學院 唯我正義2（夜嵐稻佐[49]）
- 迪士尼 扭曲仙境（ハーツラビュル寮寮生、電視台工作人員A）[50]
- 催眠麥克風 -Alternative Rap Battle-（白膠木簓[51]）
- 少女與龍 -幻獸契約Cryptract-（日语：幻獣契約クリプトラクト）（傑德[52][53]）

2021年
- 百萬噸級武藏

2022年
- 夢職人與無法忘懷的黑妖精（傑尼奧[54]）
- 我的英雄學院 終極衝擊（夜嵐稻佐[55]）
- eBASEBALL實況野球2022（日语：eBASEBALLパワフルプロ野球2022）（銀杏力丸[56]）
- 聖塔神記TRINITY TRIGGER（桑迪斯·蓋爾達因[57]）

2024年
- 鳴潮（秋水[58]）

2025年
- 陰角的戀愛喜劇 陰角滿滿（日语：陰キャラブコメ）（番井孝人[59]）
- 聖火降魔錄 英雄雲集（霍梅羅斯[60]）

### 廣播劇CD
- PSYCHO-PASS 追蹤者縢秀星 下卷（2016年，攤位上的大力士）
- 催眠麥克風 -Division Rap Battle-（日语：ヒプノシスマイクのディスコグラフィ）（2019年—，白膠木簓）

### BLCD
- （2020年，惠）
- （2020年，澤亞拉）
- （2020年，彰彥）[61]
- 第二代！地獄難兄難弟（2020年，變成[62]）
- （2022年，阿久津京介）
- （2023年，阿久津）
- （和泉晃良）[注 5]
- （2024年，進藤秀一[63]）
- （曉斗）
- （小林）

### 數位漫畫
- （2022年，水瀨匠）[64]

### 外語配音

#### 電影
- 名偵探皮卡丘（2019年）
- 比悲傷更悲傷的故事（2020年，K〈劉以豪〉[65]）
- 殭屍高校生2（英语：Zombies 2）（2020年，懷亞特〈皮爾斯·喬薩〉[66]）
- 雷巡者：剛達拉（英语：Gundala (film)）（2021年，桑查卡〈阿比馬納·阿亞薩雅（英语：Abimana Aryasatya）〉[67]）
- 求助！我把父母變小了（德语：Hilfe, ich hab meine Eltern geschrumpft）（2021年，馬里奧·亨寧〈格奧爾格·蘇爾澤〉[68]）
- 麥特與麥斯（英语：Matthias & Maxime）（2021年，法蘭克〈薩繆爾·高提耶〉[69]）
- 婚禮請柬（2021年，克利斯〈尼克·喬治〉[70]）
- 嘻哈夢想（英语：On the Come Up (film)）（2022年，臭名昭著的米爾茲〈利爾·亞蒂〉）
- 綠衣騎士（2023年，高文爵士〈戴夫·帕特爾〉[71]）
- 奢華美杜莎（英语：Medusa Deluxe）（2024年，安傑〈盧克·帕斯誇尼洛（英语：Luke Pasqualino）〉[72]）
- 龍馬精神（2024年，李根[73]）
- 晝盲神探（2024年，千京秀〈柳俊烈〉[74]）
- 長空之王（2024年，鄧放〈于適〉[75]）
- 寂噤計畫（2025年[76]）

#### 電視影集
- 愛情是Beautiful，人生是Wonderful（2021年，文太朗〈尹博〉[77]）
- 哲仁王后（2022年，哲宗〈金正賢〉[78]）
- PM的《女兒》（英语：The PM's Daughter）（2023年，奧利〈賈加·雅普〉）
- 夢魘絕鎮（2024年，堅尼·劉〈里奇·何（英语：Ricky He）〉）
- 朝鮮律師（2025年，東治〈李揆成〉）

#### 動畫
- 歡樂好聲音（2017年，生氣的黑猩猩）
- 機械心（2020年，喬[79]）
- 瓢蟲少女（2020年，時間標記者[80]）
- 汽車威利（英语：Wheely (film)）（2020年，威利）
- 汪汪隊立大功（2025年，旅人特拉維斯）

### 特攝影集
- 超級銀河格鬥（2020年—2022年，超人力霸王傑諾的聲音[81]）2系列[系列 13]
- 假面騎士聖刃（2021年，卡律布狄斯的聲音[82]）
- TV君超戰鬥DVD 假面騎士聖刃 集結！英雄！爆誕戰龍TV君（2021年，卡律布狄斯米吉多的聲音）

### 舞台
2.5次元舞台
- 女神異聞錄3 the Weird Masquerade ～青之覺醒～（2014年，演員）[83]

劇團HEROHERO-Q公司公演
- 魔界轉生（2011年，農民、家臣）
- （2011年，扮成近藤勇的竹井功兒）
- 獄門島（2012年，鬼頭千萬太）
- 例外公演sieben 找尋出名偵探！Q的喜劇（2013年，鳥野健太）
- 蜥蜴俠 ～Bitter Pain Dolls～（2013年，若葉）
- （2014年，御子柴）
- DARK CROWS 時之空（2014年，土御門晴臣〈回想場合〉）
- 舞台版 無限之住人（2016年，入谷）
- （2016年，反枕）
- 犬神家一族（2017年，吉川刑事）
- （2017年，松村隆雄）
- 舞台版 無限之住人 ～完結篇～（2018年，虎右衛門）
- DARK CROWS 2019 時之空（2019年，中岡慎太郎）
- 冒險秘錄 菊花大作戰（2019年，尾崎行輝）
- （2020年，澤木啓一）
- （2021年，晴多秋次郎）
- （2021年，夢野橋立）
- 站起來！魔神Z!!（2022年，布洛肯伯爵）
- タイムアフターレコーディング (2023年， 上江須穣児）
- 悪魔の手毬唄 （2024，山本）

### 網路節目
- 岩崎亮太的身體做點什麼（2020年—，niconico直播）[85]
- atomic7（2020年—，TwitCasting）

### 廣播節目
※記號表示網路廣播。
- 全力！岩崎SUN!!（2020年—，文化放送行動）plus※
- 東京日曆電台（2021年—2022年，AuDee）※[86]
- 東京日曆電台 ～AuDee Digest～（2021年—2022年，TOKYO FM）
- Rock Hunting Delivery（2021年—，RADIO TOMO）※
- （2021年—，MBS電台）[87]

### PV
- 閉月花 特別PV（2022年，李謙[88]）
- 月升之江 特別PV（2023年，高建[89]）

### 活動
- 假面騎士Build 特別活動（2018年，烏賊惡魔（日语：死神博士#イカデビル）的聲音）

### 其它
- 零次元偶像（2021年，金華紗樂冴[90]）
- 神神化身（2021年—2022年，阿城木入彥[91]）
- 棚照結神 擬人化計劃（2021年，鳳尊[92]）
- PRELUDERS（2022年，春馬湊[93]）
- 哆啦A夢&F角色全明星：夢的小鎮，F樂園（傑西）[94]

## 音樂作品

### 角色歌曲
| 發行日期 | 商品名稱                                                                    | 歌                                    | 樂曲                                               | 備註                                                              |
| 2019年   | 2019年                                                                      | 2019年                                | 2019年                                             | 2019年                                                            |
| -------- | --------------------------------------------------------------------------- | ------------------------------------- | -------------------------------------------------- | ----------------------------------------------------------------- |
| 10月30日 |                                                                             | 通通打趴啦本舖                        | 「」                                               | 角色CD《催眠麥克風》相關歌曲                                      |
| 10月30日 | 白膠木簓（岩崎諒太）                                                        | 「Tragic Transistor」                 |                                                    | 角色CD《催眠麥克風》相關歌曲                                      |
| 2020年   |                                                                             |                                       |                                                    |                                                                   |
| 9月2日   | 催眠麥克風 -Division Rap Battle- Official Guide Book 初回限定版特典CD       | Division All Stars                    | 「SUMMIT OF DIVISIONS」                            | 角色CD《催眠麥克風》相關歌曲                                      |
| 10月14日 | Everlasting Story                                                           | 三紫峰（岩崎諒太）                    | 「Everlasting Story」                              | 電視動畫《ETERNITY ～深夜的濡戀頻道♡～》主題歌                    |
| 10月16日 | 催眠麥克風 -Division Rap Battle- side D.H & B.A.T 第1卷限定版特典CD         | 通通打趴啦本舖                        | 「」                                               | 漫畫《催眠麥克風 -Division Rap Battle- side D.H & B.A.T》相關歌曲 |
| 11月1日  | HYPSTER'S LIMITED                                                           | Division All Stars                    | 「」 「」 「」                                     | 角色CD《催眠麥克風》相關歌曲                                      |
| 2021年   |                                                                             |                                       |                                                    |                                                                   |
| 2月24日  | 催眠麥克風 -Division Rap Battle- 2nd D.R.B 通通打趴啦本舖 VS Buster Bros!!! | 通通打趴啦本舖、Buster Bros!!!        | 「Joy for Struggle」                               | 角色CD《催眠麥克風》相關歌曲                                      |
| 2月24日  | 催眠麥克風 -Division Rap Battle- 2nd D.R.B 通通打趴啦本舖 VS Buster Bros!!! | 通通打趴啦本舖                        | 「」                                               | 角色CD《催眠麥克風》相關歌曲                                      |
| 4月23日  | 催眠麥克風 -Glory or Dust-                                                  | Division All Stars                    | 「」                                               | 角色CD《催眠麥克風》相關歌曲                                      |
| 5月9日   | NIJI ～Over the rainbow～                                                   | 晴多秋次郎（岩崎諒太）                | 「NIJI ～Over the rainbow～」                      | 每日網路電視劇《》主題歌                                          |
| 6月18日  | Survival of the Illest +                                                    | Division All Stars                    | 「Survival of the Illest +」                       | 遊戲《催眠麥克風 -Alternative Rap Battle-》片頭主題曲             |
| 7月16日  | Hang out！                                                                  | Division All Stars                    | 「Hang out！」                                     | 遊戲《催眠麥克風 -Alternative Rap Battle-》主題歌                 |
| 9月8日   | Buster Bros!!! VS 麻天狼 VS Fling Posse                                     | Division All Stars                    | 「Hoodstar +」 「2nd D.R.B NON-STOP DIVISION MIX」 | 角色CD《催眠麥克風》相關歌曲                                      |
| 2024年   |                                                                             |                                       |                                                    |                                                                   |
| 4月3日   | 電視動畫「小酒館Basue」Cover Song Correction                                | 森田（岩崎諒太）feat.明美（高橋李依） | 「」                                               | 電視動畫《小酒館Basue》片尾主題曲                                 |
| 4月3日   | 電視動畫「小酒館Basue」Cover Song Correction                                | 森田（岩崎諒太）                      | 「」                                               | 電視動畫《小酒館Basue》片尾主題曲                                 |

## 腳註

## 外部連結
- 岩崎諒太｜Atomic Monkey （日語）
- 岩崎諒太的X（前Twitter） （日語）